# Tay Bridge
Most Tay Bridge je železniční most přes záliv Firth of Tay ve Skotsku. Spojuje město Dundee s obcí Wormit in Fife, zajišťuje hlavní spojení města Dundee s Edinburghem a zbytkem Spojeného království. Dlouhý je 3,264 km. 
Na místě současného mostu existoval původně železniční přívoz. První most přes ústí řeky Tay byl otevřen v roce 1878, jednalo se o velmi jednoduchý příhradový most, trať po něm vedená byla jednokolejná. V provozu však zůstal velmi krátkou dobu; dne 28. prosince 1879 jej strhl silný vítr. Ve své době se jednalo o největší havárii mostu svého druhu. Vyšetřování, které mělo zjistit důvod pádu mostu, dospělo k závěru, že stavba byla špatně navržená. O pádu mostu složil báseň „nejhorší básník všech dob“ William McGonagall. 
Nový most byl zbudován z oceli, s dvoukolejnou železniční tratí, vedle pozůstatků původního mostu. Stavební práce byly zahájeny dne 6. července 1883 a most byl otevřen pro veřejnost v roce 1887. Most byl po dokončení podroben důslednému testování, výsledná zpráva byla nakonec pozitivní. V roce 2003 byl most zpevněn a obnoven. 